# .me
.me је највиши Интернет домен државних кодова (ccTLD) за Црну Гору.
Након независности стечене 3. јуна 2006. године Црна Гора је добила НИДдк .me који је замена за .yu (.cg.yu) који је користила док је била саставни део претходних држава и који је угашен 30. септембра 2009. године.
Домен је делегиран 11. септембра 2007. године, а постао активан 24. септембра исте године. Спонзорска организација је Влада Црне Горе. У почетку главни регистар је био Универзитет Црне Горе - Регистар црногорског домена који је успоставио рад домена и регистовао неколико домена од државног значаја за Црну Гору. Функцију главног регистра је 14. новембра преузело предузеће Домен д.о.о. (doMEn).
6. маја 2008. отпочела је регистрације за домене чији називи представљају регистроване трговинске марке, а отворена регистрација је почела 16. јула 2008. године.

## Позиционирање
Регистар .me домена покушава да позиционира овај домен као глобални због његовог значена на енглеском језику (me = ja, мени), сличним значењима на неким другим светским језицима, а и због значења на неким језицима са простора бивше Југославије (нпр. poljubi.me, vidi.me итд.). Очекују да ће бити коришћен за личне и пословне веб презентације и да ће бити веома привлачан маркетиншки алат широм света, глобално прихваћен као један од најзаступљенијих домена.

## Структура
Регистрација директно под .me нема ограничења и доступна је на глобалном нивоу.
Регистрација домена на трећем нивоу резервисана је за сва правна и физичка лица из Црне Горе. За регистрацију на трећем нивоу задужен је Ме-нет који је уједно и једини регистар за ове домене.
Структура је следећа:
- — намењен привредним субјектима (предност при регистрацији одређених домена имају власници .cg.yu домена);
- — намењен је цивилним организацијама и асоцијацијама;
- — намењен је Интернет провајдерима;
- — намењен физичким лицима;
- — такође намењен физичким лицима;

Поред ових постоје и категорије другог степена којима управља Центар информационих система Универзитета Црне Горе. Категорије су следеће:
- — намењен је образовним институцијама у Црној Гори;
- — намењен је академским институцијама у Црној Гори;
- — намењен је влади и државним институцијама Црне Горе.